# Buzzu na Escola Intergaláctica
Buzzu na Escola Intergaláctica é uma série de animação computadorizada renderizada no Pixar Renderman, criada por Rafael Ribas, produzida pela StartAnima.

## Enredo
A série de animação Buzzu na escola intergaláctica pretende mostrar, de forma divertida, que é possível conviver com diferentes culturas, e lidar bem com as adversidades. Para isso conta com a criatura mais estranha e esquisita que qualquer ser vivo já viu: Buzzu!
Buzzu, não é um gênio, mas após a queda da sua nave, foi parar sem querer em Artax, a mais nova escola de gênios das galáxias. Ele vai chamar atenção com sua maneira estranha de se comunicar, repetindo informações sem qualquer ordem lógica, ou falando apenas uma palavra: Buzzuuuuuuuuu.
Buzzu vai causar situações bizarras que deixarão todos surpresos, especialmente seus novos amigos: Kaká, gênio do planeta Terra; Pongoli, que é considerado gênio em seu planeta, mas só fala besteira; e a adorável Laka.
Com seu bom humor, é Buzzu quem vai ajudar os amigos a encontrar as soluções mais criativas para se adaptarem em um planeta distante, onde nada é como eles esperavam. Mas também é Buzzu quem vai botar os amigos nas maiores enrascadas com suas atitudes totalmente imprevisíveis.
Seu jeito sem noção irá deixar todos curiosos para saber quem ele é, e de onde ele veio, mas ninguém conseguirá descobrir nada sobre Buzzu. 

## Vozes
- Buzzu - Eduardo Santos
- Kaká/Guil/Brita - Mariana Santana
- Laka - Isabella Guarnieri
- Pongoli - Rafael Ribas
- Gus - Caio Guarnieri
- Mendy - Mariana Pozatto
- Algeberto  - Faduli Costa
- Vostok - Tatá Guarnieri
- Lucy/Lory - Tânia Gaidarji
- Vizeu - Rodrigo Firmo
- Limoni/Guilmore - Igor Lott

## Curiosidades
A série tem várias referências a cultura pop, além de easter eggs como por exemplo:
No Episódio "O - Videogame" há um logo Da StartAnima , a produtora que criou a série num telão de um jogo em realidade virtual.
No episódio 13 "O Baile Buzzu" imita Michael Jackson no meio do episódio, também podemos ver dois alienígenas vestidos de Patrick Estrela e  Bob Esponja e Laka de A Noiva Cadáver.
A lanchonete que os personagens frequentam o "Guilber's Burger" é uma paródia do Burger King.
Em "Dr. Buzzu" Pongoli e Buzzu vestem roupas radioativas semelhantes aos trajes Da CDA de Monstros S. A.
No episódio "A Máquina De Copiar Buzzus" Um clone do Buzzu faz uma referência ao filme E.T. O Extraterrestre.

## Episódios
1 - A Chegada
2 - Arma Secreta
3 - Guerra Esportiva
4 - Aniversário do Guilmore
5 - Abduzido
6 - Máquina de Comida
7 - Gosmento
8 - Gripe Espacial
9 - O Banheiro
10 - Duelo Musical
11 - Protetor Solar
12 - A Guilberninha
13 - O Baile da Escola
14 - A Fórmula da Invisibilidade
15 - Armadilhas Invisíveis
16 - Neuro Buzzus
17 - A Fórmula Explosiva
18 - No Amor
19 - A Máquina de Copiar do Buzzu
20 - Teste de Recuperação
21 - O Inspetor
22 - O Videogame
23 - Dor de Dente
24 - O Episódio
26 - Buraco Negro

## Estreia
O desenho estreou dia 1 de Janeiro de 2018 no Brasil na emissora Nat Geo Kids, da Fox Networks Group, é exibido de Segunda a Quinta às 18:00.  Estreou na América Latina no mesmo canal no dia 15 de Janeiro de 2018 sob o nome de Buzzu en La Escuela Intergaláctica  juntamente com Zafari.  Por um tempo, o programa saiu do ar, mas depois voltou e agora só é exibido aos sábado e domingos às 12:35. E a série também foi dublada para o inglês americano, mesmo não sendo exibido na televisão americana, seus episódios em inglês estão todos espalhados pela internet afora sob o nome de Buzzu in the Intergalactic School. 

## Ligações Externas
«Sítio oficial»